# 早朝のステーン城を望む秋の風景
『早朝のステーン城を望む秋の風景』（そうちょうのステーンじょうをのぞむあきのふうけい、蘭: Herfstlandschap met uitzicht op het Steen, 英: An Autumn Landscape with a View of Het Steen in the Early Morning）は、バロック期のフランドルの巨匠ピーテル・パウル・ルーベンスが1635年から1640年頃に制作した風景画である。油彩。晩年のルーベンスが1635年に邸宅として購入し、家族と暮らしたメヘレン近くのステーン城の風景を描いている。ウォレス・コレクション所蔵の『虹のある風景』（Het regenbooglandschap）の対作品。おそらく発注によるものではなく、ルーベンスが自らの楽しみのために描いたと考えられている。ロンドンのナショナル・ギャラリー設立時に第7代準男爵ジョージ・ボーモント卿よって寄贈された16点の絵画の1つで、現在も同美術館に所蔵されている。

## 制作背景
ルーベンスはスペイン国王フェリペ4世やイングランド国王チャールズ1世によって貴族に叙された。ルーベンスはこの地位と富により、ブラバントの評議会の承認を得て、メヘレン（当時のマリーヌ）近くのゼムスト市エレヴェイトにあるステーン城と荘園の領主権を購入した。これはエレーヌ・フールマンと再婚した5年後の1635年のことであり、このような購入は高い地位にある貴族でなければできないことであった。
それからというもの、ルーベンスは毎年夏になると2番目の妻エレーヌ・フールマンや家族とともにステーン城で悠々自適の生活を送り、顧客の意向を気にすることなく創作意欲の赴くままに絵画を制作した。この時期に制作された代表的な作品と言えば、エレーヌをモデルとした官能性と活力に満ちた絵画が挙げられるが、同時にルーベンスはエレーヌと結婚してから死去するまでの晩年の10年間に約50点もの風景画を描いている。芸術家として、外交官して、大きな栄誉と名声を得た反面、長年にわたって多忙な日々を過ごしたルーベンスが政治的活動から身を引いて穏やかな日々を過ごしたとき、改めて自然の美しさに心を癒されたことは想像に難くない。
風景画は宗教画や肖像画よりも地位が劣ると考えられていたが、ルーベンスは、心的状況や雰囲気、とりわけ自然界の喜びを表現することができるジャンルとして、その重要性を最初に理解した芸術家の1人であった。

## 作品

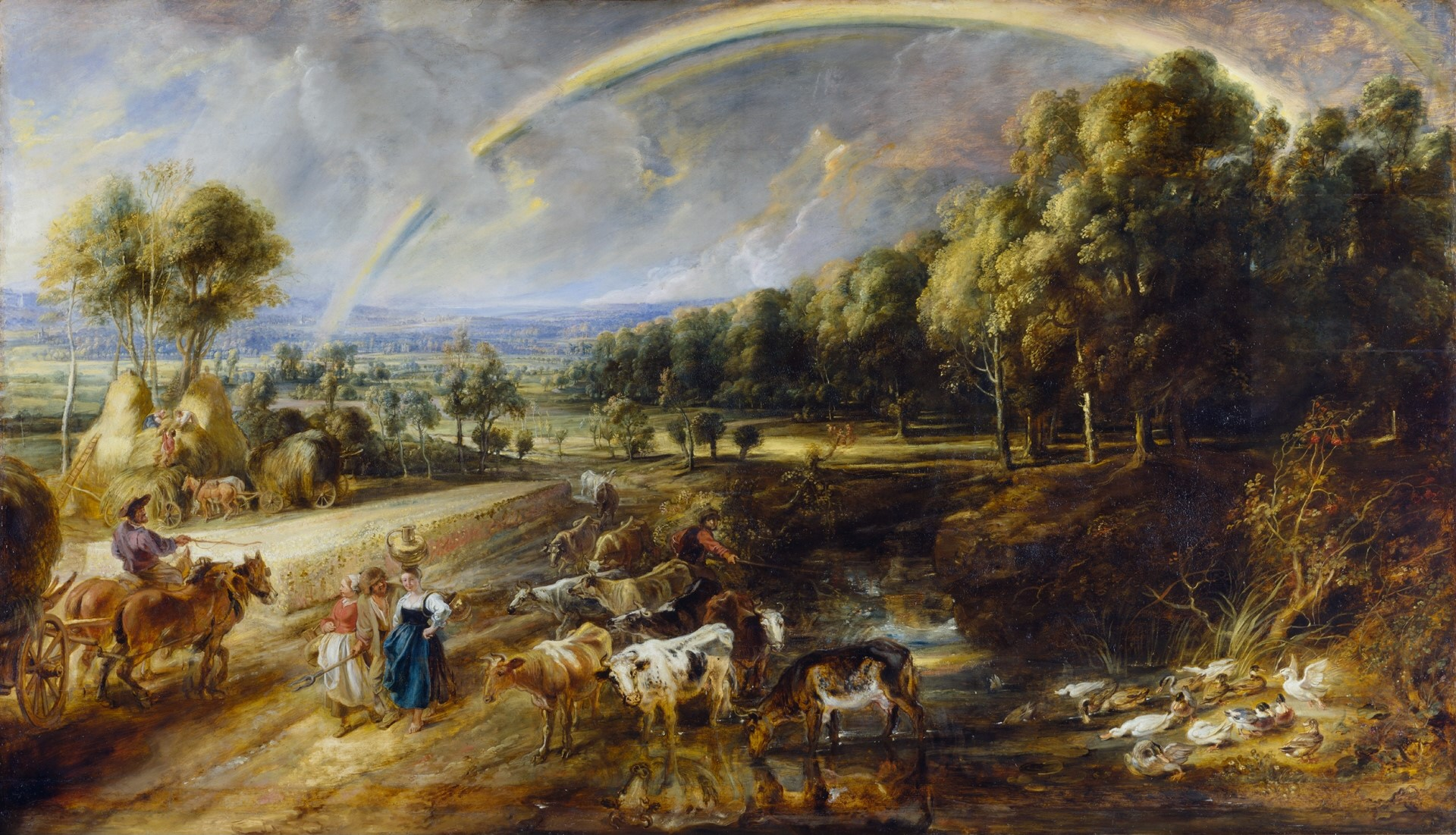
対作品の『虹のある風景』。ステーン城周辺の風景とともに、仕事を終えようとする夕暮れ時の人々の姿が描かれている。ウォレス・コレクション所蔵。

対作品として制作された『早朝のステーン城を望む秋の風景』と『虹のある風景』において、ルーベンスはおそらく自身の成功と、彼が最も希求し、尊んでいた、故郷フランドルの平和と繁栄を祝福している。
夜が明けて太陽が昇り、陽光で照らされるステーン城の爽やかな秋の朝の風景が描かれている。画面を支配するのは瞑想的な静寂と、穏やかな喜びの感覚である。ルーベンスは太陽の低い光で風景とその土地で生活する人々に命を吹き込んでいる。空の白い雲は陽光を受けて金色に染まり、その雲の下では木々の影は長く、青い平原から蒸気が立ち昇っている。陽光は広大な風景に揺らめき、牧草地の草の上の露を仄めかしている。ステーン城の窓や、近くを蛇行する小川の水面はきらめき、鳥たちがさえずりながら空を飛んでいる。
白樺の木の影に包まれた画面左側の色彩は落ち着いている。夫婦は頑丈な荷馬車に乗って小川の清流を渡っている。彼らはこれから市場に出かけるのであろう、妻は荷馬車に積み込まれた荷物の上に座っている。後方では邸宅に住む夫妻が散歩をしており、乳母が赤子をあやし、男性が朝食のために堀で釣りをしている。
画面中央の前景では銃を持った男と猟犬がしゃがみ、餌を食べているヤマウズラを撃とうとしている。その向こうの畑では乳搾り女たちが牛たちの間で働いている。遠景には林や農地、都市の様々な建築物が小さく描かれている。
本作品ではステーン城周辺の朝の風景が描かれているのに対し、対作品の『虹のある風景』では虹のある夕暮れ時のステーン城周辺の風景が描かれている。ただし、これらの風景は現実の写生で得られた諸要素によって構成された架空のものである。両作品はおそらくステーン城で描かれ、同じ部屋に飾られていた。

### 高い視点

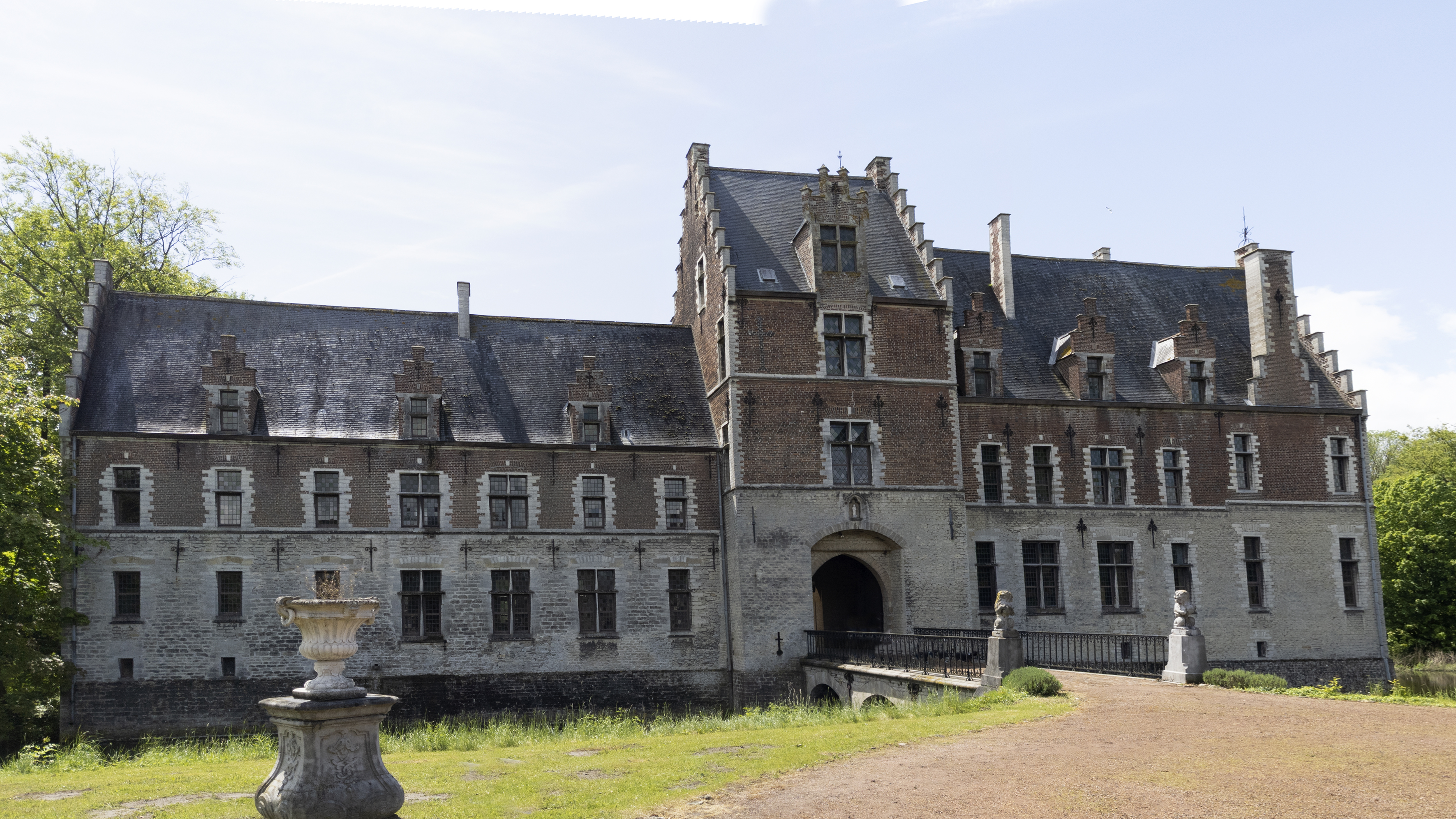
現在のステーン城。2021年撮影。

『早朝のステーン城を望む秋の風景』では、ルーベンスは地平線をおよそ画面の上3分の2の高い位置に置き、鑑賞者の視点を高く設定している。また遠景を遮ぎる物を描いていない。そのため鑑賞者の目前には広大な風景が広がり、遠景の都市のほとんど見えない小さな建築物から近景のステーン城に至るまで、画面全体の様子を見渡すことができる。これは伝統的なフランドルの風景画の鳥瞰図であり、『虹のある風景』とともにルーベンスがこの様式で描いた最後の作例の1つである。ルーベンスの他の風景画もやはり高い視点を持っているが、多くの場合、風景の中で起きている1つの出来事に焦点が当てられ、遠景も岩や木々で遮られることが多い。
また高い視点からは、ルーベンスが色彩の帯によって広いパノラマを実現したことが確認できる。すなわち、前景は濃い赤を帯びて活気づけられた茶色、中景は緑と金色、霧のかかった遠景は青が広がっている。

### 支持体
| 絵画に描かれたステーン城（ディテール）と実際のステーン城（2012年撮影）。 |  | 絵画に描かれたステーン城（ディテール）と実際のステーン城（2012年撮影）。 |
| 絵画に描かれたステーン城（ディテール）と実際のステーン城（2012年撮影）。 |  |                                                                          |

オーク材の支持体はルーベンスが自分自身のために描いたことを示している。通常、裕福な後援者を対象として制作された絵画の支持体は2つかあるいは3つの大きな部分に分かれている。しかし、本作品の支持体はルーベンスが描きながら小さく不均一な形の木片を乱雑に短い板で固定しながら追加し、継ぎ接ぎして作り合わせたように見える。この手法は美術収集家には受け入れられないものであるため、顧客から発注されて制作したものではないと考えられている。
対作品『虹のある風景』（Het regenbooglandschap）の支持体も同様に継ぎ接ぎされたパネルに描かれている。

### 室内配置
『早朝のステーン城を望む秋の風景』と『虹のある風景』はステーン城の同じ部屋に設置されたと考えられているが、ルーベンスはおそらく室内展示する際の配置をあらかじめ考慮してこれらの作品を描いた。これは両作品の光源である太陽の位置からうかがうことができ、おそらく同じ部屋の向かい合う壁に、部屋の窓から差し込む陽光の向きと一致するように設置されたと考えられる。つまり本作品では画面右から陽光が差し込んでいるため、向かって左側の壁に設置されたのに対し、『虹のある風景』は画面左から陽光が差し込んでいるため、向かって右側の壁に設置されていたと思われる。

## 来歴
ルーベンスは1640年に死去するまで『早朝のステーン城を望む秋の風景』と『虹のある風景』を手放すことはなかった。ルーベンスの死後、両作品は一時離れ離れになったがスペイン王国で再会したのち、ジェノヴァ共和国の第154代総督コスタンティーノ・バルビのコレクションとなった。その後、1803年にアーサー・チャンパーノウン（Arthur Champernowne）が両作品をバルビ・コレクションから購入し、ロンドンに持ち込むと、両作品は異なる所有者の手に渡った。最終的に『早朝のステーン城を望む秋の風景』を所有したのは第7代準男爵ジョージ・ボーモント卿で、彼は1823年に卓越した美術収集家ジョン・ジュリアス・アンガースタインが死去したとき、国家がアンガースタインのコレクションを購入するという条件で本作品を含む16点の絵画を寄贈した。

## 修復
『早朝のステーン城を望む秋の風景』は、2021年4月21日から8月15日にかけて、ウォレス・コレクションで開催された展覧会「ルーベンス 再会する偉大な風景画」（Rubens: Reuniting the Great Landscapes）で展示された。この展覧会により『早朝のステーン城を望む秋の風景』は実に200年以上ぶりに『虹のある風景』と再会した。展覧会に先立ち、本作品の修復が行われた。具体的には変色した古いワニスの層を除去することで、本来の色彩の深みと鮮やかさが明らかにされた。また脆弱であった支持体に対して包括的な構造的修復が行われた。

## ギャラリー
晩年のルーベンスの他の風景画

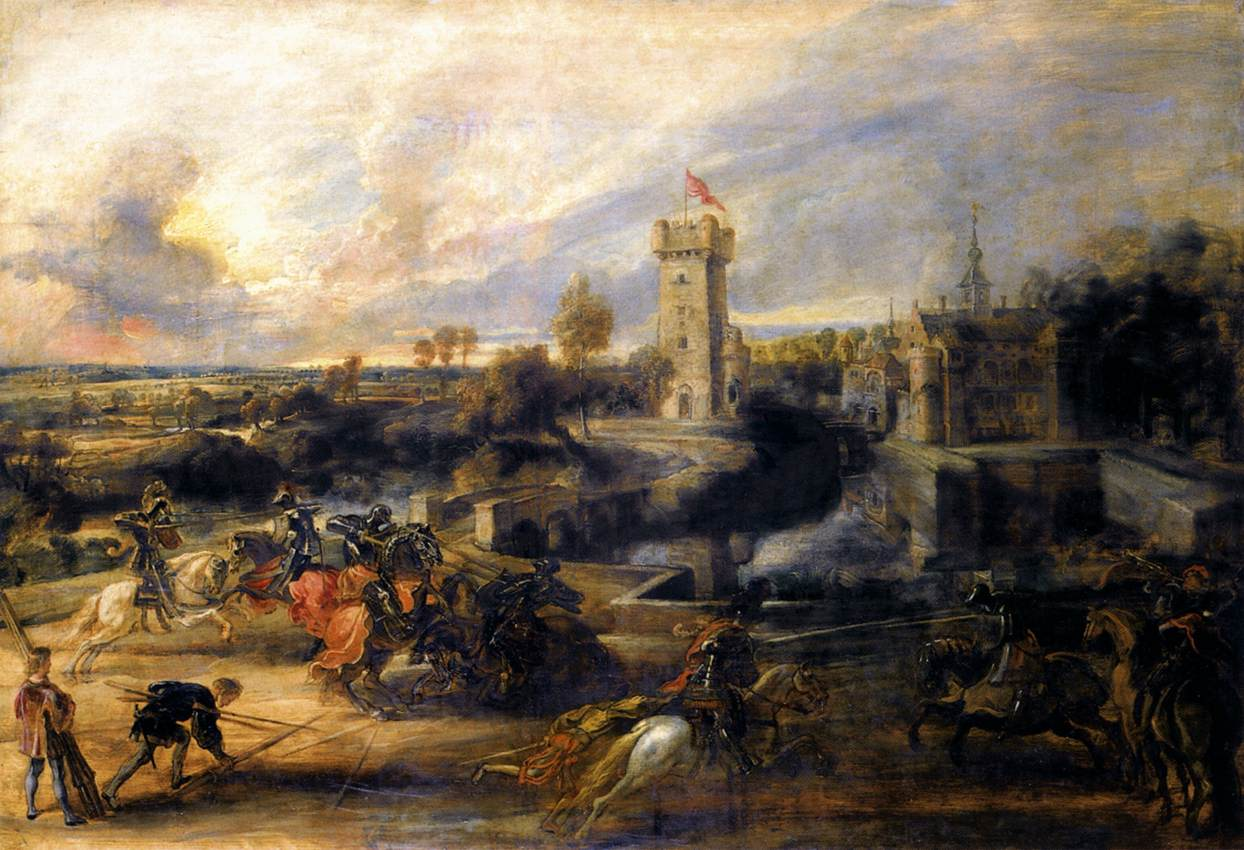
『ステーン城の前で行われる中世の馬上試合』1635年-1637年 ルーヴル美術館所蔵
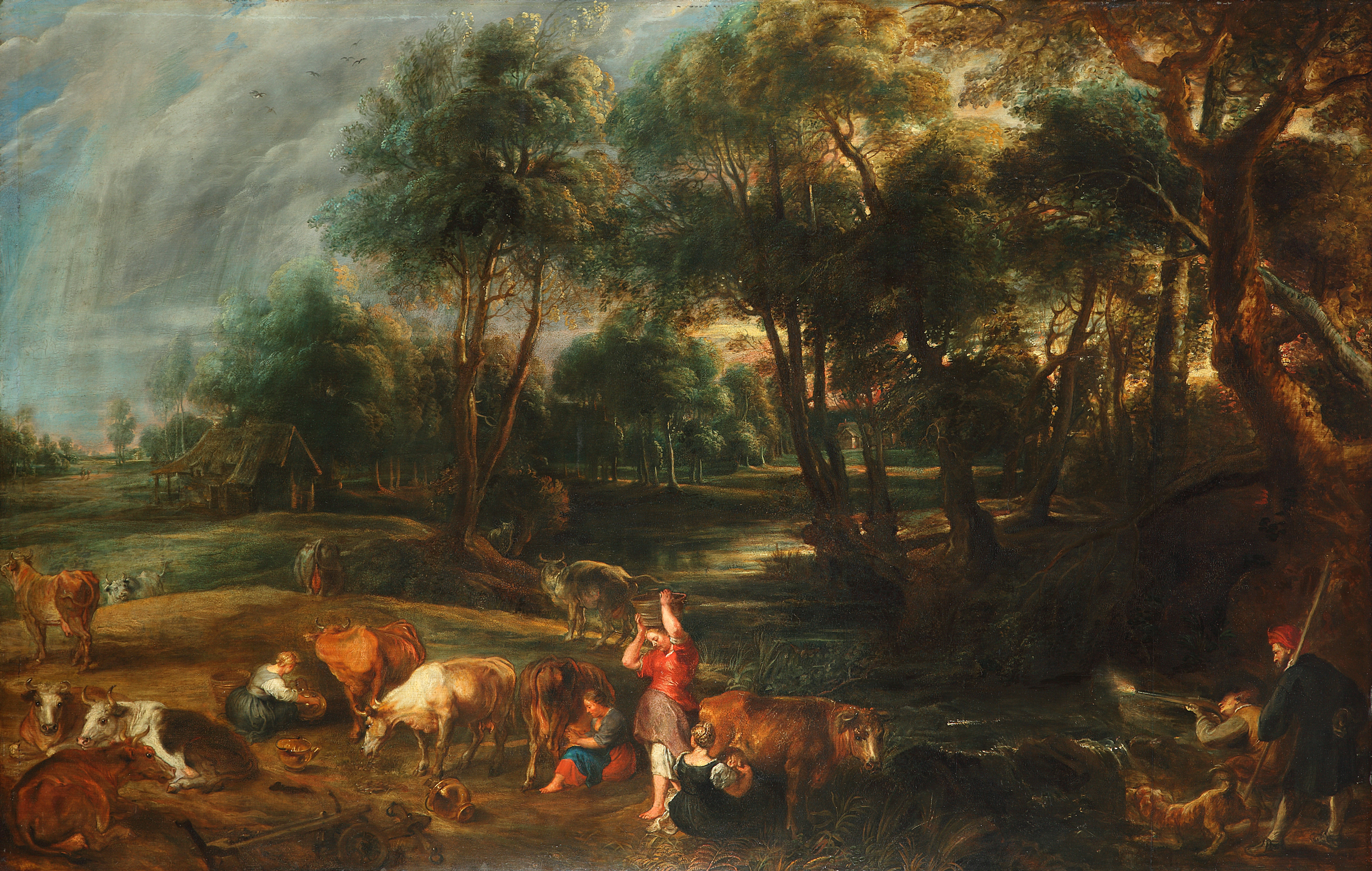
『牛と鴨撃ちのいる風景』1635年-1638年 ベルリン絵画館所蔵